# Etteilla
Jean Baptiste Alliette, meglio noto come "Etteilla" (Parigi, 1738 – Parigi, 12 dicembre 1791), è stato un esoterista francese. Astrologo, chiromante ed alchimista, Etteilla si dedicò allo studio della divinazione con i tarocchi ed è per questo riconosciuto "padre della cartomanzia". È stato il primo occultista ad aver esercitato professionalmente la divinazione del futuro con le carte da gioco e con i Tarocchi.
Grazie alle sue abilità logico-matematiche e ai suoi studi esoterici e cabalistici, Etteilla elaborò le sue idee sulla divinazione con le carte realizzando nel 1791 un mazzo di tarocchi specificamente disegnato per i suoi scopi occulti in cui gli Arcani Maggiori e Minori incontrano l'astrologia, l'alfabeto, l'alchimia ed i quattro umori.

## Dati biografici
Eccetto che per il suo certificato di morte che registra la nascita di Jean Baptiste Alliette a Parigi nel 1738, assai poco si conosce al riguardo della sua giovinezza. Varie ipotesi sull'origine e la composizione del nucleo familiare sono oggetto di recenti studi..
Suo padre fu un maître rôtisseur, ovvero un rosticciere, e sua madre, alla morte del padre, esercitò l'attività di mercante di sementi. Si sposò con Jeanne Vattier con cui ebbe un figlio. Intraprese il commercio di sementi prima della pubblicazione del suo primo libro, Etteilla, ou la manière de se récréer avec un jeu de cartes (1770). In seguito, a partire dal 1768-69, fu venditore di stampe. In tale veste tra il 1777 ed il 1780 lo troviamo ad esercitare a Strasburgo, ma a partire da questo periodo, per quel che ne sappiamo, egli si guadagnò da vivere lavorando come divinatore, maestro di occultismo ed autore adottando lo pseudonimo, apparentemente esotico, di "Etteilla" che in realtà è semplicemente la lettura al contrario del suo cognome.
Una leggenda diffusasi a partire dall'indirizzo di riferimento riportato su alcune delle sue pubblicazioni uscite tra il 1790 ed il 1791, ha a lungo associato ad Etteilla una inverosimile attività di parrucchiere. La leggenda si diffuse anche grazie ad Eliphas Lévi che, nel suo Dogme et Rituel de la Haute Magie (p. 338 del tomo 2 dell'edizione parigina del 1856), criticando aspramente Etteilla ed i suoi tarocchi, lo definisce sprezzantemente "ex-parrucchiere". Parimenti del tutto infondata è la professione di "professore d'algebra" che Alliette stesso si attribuì in alcune opere.

## Opere

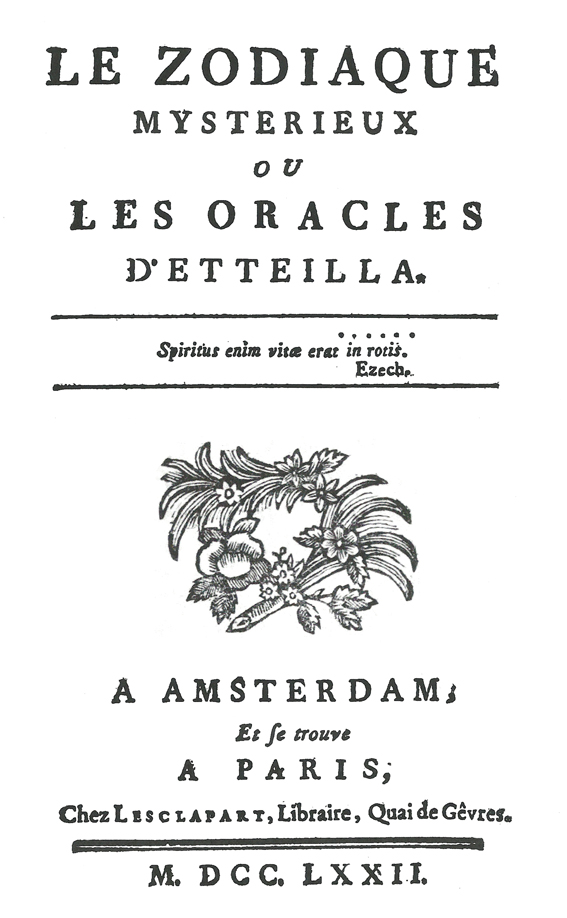
Frontespizio tratto da Le Zodiaque Mysterieux ou les Oracles d'Etteilla, A Amsterdam 1772

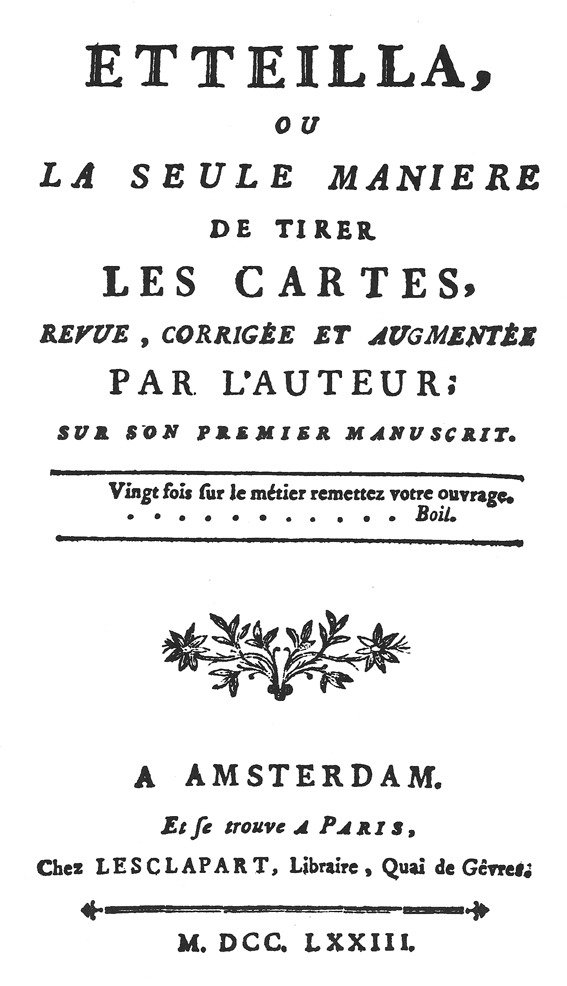
Frontespizio tratto da Etteilla, ou la sole maniere de tirer les cartes, revue, corrigée et augmentée sur son premier manuscrit, A Amsterdam 1773

Etteilla, ou la manière de se récréer avec un jeu de cartes pubblicato nel 1770 è un testo sull'uso divinatorio di un mazzo di carte per il gioco del Piquet (un mazzo normale di carte da gioco francesi privo delle carte dal 2 al 6) al quale Etteilla aggiunse una carta speciale detta "di Etteilla". Il metodo includeva l'apertura, ovvero la disposizione sul tavolo delle carte in varie disposizioni ed assegnava significati rigorosi a ciascuna carta a seconda se in posizione regolare che capovolta, caratteristiche ancor oggi centrali nella odierna lettura dei tarocchi. Nella sua prefazione Etteilla spiegò di aver imparato il suo sistema da un italiano; rimane oscuro quale fosse il suo contributo alla simbologia esposta nel suo insegnamento. Il libro fu ristampato l'anno seguente e segnò l'inizio della sua carriera di occultista. Questo testo è il più antico resoconto scritto conosciuto di un metodo divinatorio di lettura delle carte
Nel 1781 Antoine Court de Gébelin, pubblicò nella sua massiccia opera Le monde Primitif la sua idea che i tarocchi fossero in realtà un antico libro egizio di arcana saggezza. Anche se tale idea è coerente con il clima e le suggestioni dell'interesse per l'Antico Egitto nel Settecento, non vi sono prove storiche a supporto, ma nel credulo clamore che ne seguì Etteilla rispose, tra il 1783 e il 1785, con l'opera Manière de se récréer avec le jeu de cartes nommées tarots, pubblicata divisa in più parti nella quale espone un metodo di divinazione coi tarocchi. 
A causa di problemi nell'ottenere il visto della censura e alla mancanza di ordine accademico di Etteilla i fascicoli di cui era composta l'opera non furono pubblicati in ordine. Per primo fu pubblicato nel 1783 il terzo fascicolo: Manière de se récréer avec le jeu de cartes nommées tarots; pour servir de troisième cahier à cet ouvrage, seguito lo stesso anno dal primo Manière de se récréer avec le jeu de cartes nommées tarots; pour servir de premier cahier à cet ouvrage e da un supplemento al primo. L'anno successivo fu pubblicato un supplemento al terzo e infine nel 1785 il quarto e il secondo supplemento. In esso Etteilla dichiarava di essere stato introdotto all'arte della cartomanzia nel 1751, molto prima dell'apparizione del testo di Court de Gébelin.
Etteilla propone la sua versione egizia dei tarocchi senza comunque fornire alcuna prova.. Afferma che i Tarocchi sono stati composti da un comitato di diciassette magi diretti da Ermete Trismegisto nel 171º anno dopo il diluvio, 3953 anni prima del 1783 - anno di pubblicazione del testo di Etteilla. Secondo Etteilla con il passare del tempo i fabbricanti di carte modificarono alcune carte ed alcuni dettagli, per esempio la corona floreale che compare su Mondo avrebbe dovuto essere un serpente che si morde la coda (ouroboros). Il Papa nella versione egizia avrebbe dovuto mostrare "la luce che disperde il caos", La Papessa invece "un superbo giardino con un uomo nudo circondato da sette cerchi d'aria"), L'Appeso avrebbe dovuto essere, in realtà, una rappresentazione della virtù della Prudenza e anche L'Imperatore e L'Imperatrice sarebbero state fraintese. In realtà, Etteilla ridisegna l'intero mazzo di 78 carte a sue finalità esoteriche .
Celebre per la sua interpretazione dei Tarocchi e la tecnica divinatoria ad essi correlata, inventore della parola stessa, cartonomanzia da cui deriva il termine moderno di "cartomanzia", Etteilla, contestato dagli altri occultisti per la sua lontananza da determinati riti, ha sempre combattuto ciarlatani ed impostori. In amore alla sua arte, ha fondato una vera e propria Scuola di Magia a Parigi, pubblica e gratuita, aperta ugualmente a donne e uomini, dove ha insegnato a leggere e a scrivere, la matematica, l'algebra, l'astronomia insieme all'astrologia, alla Kabballah e la lettura dei Tarocchi.
Già la seconda opera di Etteilla, Le zodiaque mystérieux, nel 1772, composto da una serie di oracoli, rivelava il suo interesse per l'astrologia. Nella Manière de se récréer avec le jeu de cartes nommées tarots realizzò un'inedita mescolanza di astrologia e tarocchi, assegnando all'astrologia la medesima origine egizia attribuita ai tarocchi, tuttavia il percorso di attribuzione dei segni zodiacali agli Arcani è antecedente.
Praticante e studioso di alchimia, pubblica Les sept nuances de l'œuvre philosophique-hermétique, suivies d'un traité sur la perfection des métaux mis sous l'avant-titre L.D.D.P., in cui si dichiara, tra le altre cose, discepolo diretto del Conte di Saint-Germain, che descrisse come ancora vivente.
Nel 1787, infine pubblicò due libri: il primo è un trattato di metoscopia, L'Art de connoitre les hommes par l'inspection du front, ou élémens de métoposcopie suivant les anciens; il secondo un trattato di chiromanzia dal titolo L'Art de lire dans les lignes et caractères qui sont dans les mains: ou élémens de chiromance. In questo stesso anno, Etteilla partecipa al Congresso dei Filaleti (l'esclusivo ordine paramassonico fondato nel 1775 da Savalette de Langes) al loro secondo convento (così erano chiamate le assemblee generali dell'ordine), tuttavia la partecipazione di Etteilla a questi incontri non fa di lui un aderente alla Massoneria.

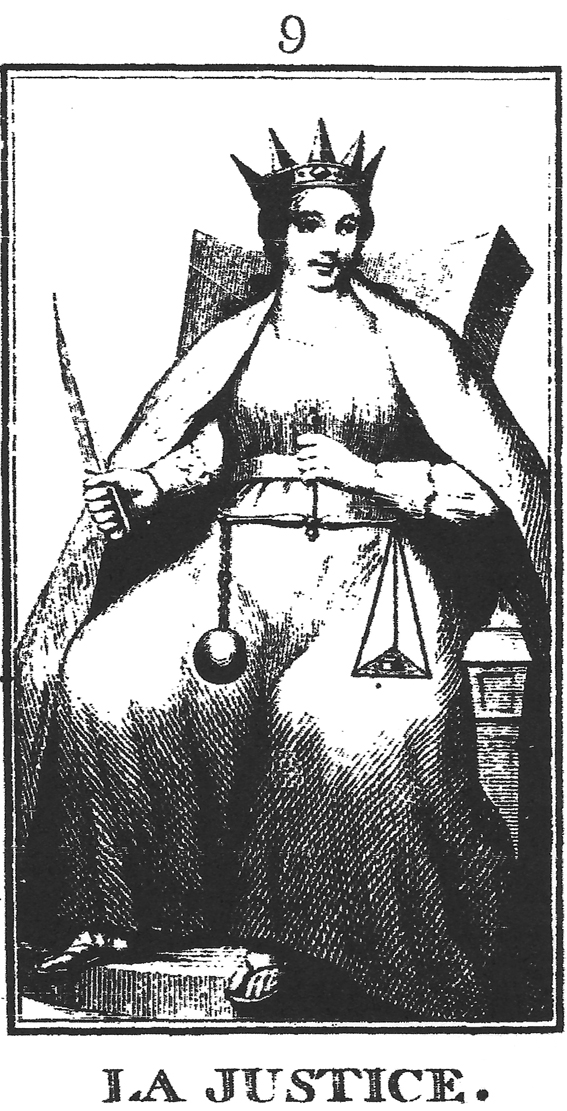
L'arcano maggiore della Giustiza - da Etteilla, Manière de se récréer avec le jeu de cartes nommées Tarots, Amsterdam, 1785

Nel 1788 fondò la Societé littéraire des Associés libres des Interprètes du Livre de Thot, che guidò fino alla morte. Lo scopo dell'associazione consisteva nella raccolta degli insegnamenti di Etteilla riguardanti la divinazione con il mazzo che lo stesso Etteilla aveva ideato alcuni anni prima, intitolato Livre de Thot, ou Jeu de 78 Tarots égyptiens, il primo mazzo di carte specificamente disegnato per scopi occultistici. 
Intorno al 1790, Etteilla realizzò i testi destinati ai suoi studenti apprendisti della cartomanzia, il Cours théorique et pratique du livre de Thot, il Tableau des Lames placè dans les Temple du Feu a Memphis e la Tablette Catégorique des Significations du Livre de Thot avec des Annotations par M. ETTEILLA, Astrologe servant à l'Interprétation & Lecture littérale des Significations hiéroglyphiques de ce précieux Livre, pour la partie des Oracles. 
Nel 1791, in memoria di Etteilla, i suoi discepoli pubblicarono il Dictionnaire synonimique du Livre de Thot, una vasta tabulazione dei significati positivi e negativi di ogni figura..

## Pubblicazioni
- Etteilla, ou maniere de se récréer avec un jeu de cartes / par M.***, Amsterdam; Paris: Lesclapart, 1770.
- Le Zodiaque mystérieux, ou les oracles d'Etteilla, Amsterdam; Paris: Lesclapart, 1772.
- Etteilla, ou la seule maniere de tirer les cartes; revue, corrigée et augmentée par l'auteur sur son premier manuscrit, Amsterdam; Paris: Lesclapart, 1773.
- Instruction sur le loto des Indiens que nous a donné en 1772 Mr Etteilla, professeur d'algèbre, s.l. [Paris?], 1782.
- Instruction sur la combinaison hislérique, extraite du Loto des Indiens, s.l. [Paris?], 1782.
- Etteilla, ou instructions sur l'art de tirer les cartes. Troisiéme et derniere édition par l'auteur de la Cartonomancie, Amsterdam; Paris: Segault; Legras, 1783.
- L'Homme à projets, s.l. [Paris], 1783.
- Manière de se récréer avec le jeu de cartes nommées tarots; pour servir de premier cahier à cet ouvrage, Amsterdam; Paris: l'auteur; Mérigot; Legras; Segault, 1783.
- Manière de se récréer avec le jeu de cartes nommées tarots; pour servir de troisième cahier à cet ouvrage, Amsterdam; Paris: Segault; Legras, 1783.
- Fragment sur les hautes sciences, suivi d'une note sur les trois sortes de médecines données aux hommes, dont une mal-à-propos délaissée, Amsterdam, 1785.
- Manière de se récréer avec le jeu de cartes nommées tarots; pour servir de quatrième cahier à cet ouvrage, Amsterdam; Paris: l'auteur, 1785.
- Manière de se récréer avec le jeu de cartes nommées tarots; pour servir de second cahier à cet ouvrage, Amsterdam; Paris: l'auteur; les libraires..., 1785.
- Philosophie des hautes sciences: ou la clef donnée aux enfans de l'art, de la science & de la sagesse, Amsterdam; Paris: l'auteur; Nyon l'aîné; Durand neveu; Mérigot le jeune; Segaut, 1785.
- Epître à M. Court de Gébelin, salut, Etteilla, premier de l'an vulgaire 1784, Paris (?), 1784.
- Les sept nuances de l'œuvre philosophique-hermétique, suivies d'un traité sur la perfection des métaux mis sous l'avant-titre L.D.D.P. [= Le Denier Du Pauvre...], s.l. [Paris], s. d. [1786].
- L'Art de connoitre les hommes par l'inspection du front, ou élémens de métoposcopie suivant les anciens, Amsterdam; Paris, 1787.
- L'Art de lire dans les lignes et caractères qui sont dans les mains: ou élémens de chiromance, Amsterdam; Paris, 1787.
- Science. Leçons théoriques et pratiques du livre de Thot. Moyennes classes, Amsterdam; Paris, 1787.
- Jeu des tarots, ou le livre de Thot ouvert à la maniere des Egyptiens, pour servir ici à l'interprétation de tous les rêves, songes et visions diurnes et nocturnes, Memphis [Amsterdam?]: Mad. veuve Lesclapart; Petit; Samson, 1788.
- Cours théorique et pratique du livre de Thot; pour entendre avec justesse l'art, la science et la sagesse de rendre les oracles, s.l. [Paris]: (de l'impr. de la Société Typographique), 1790.
- Aperçu sur la nouvelle école de magie établie à Paris, le premier juillet de la seconde année de la Liberté française, s.l. [Paris] : Etteilla fils, (1790).
- L'Oracle pour et contre mil sept cent quatre-vingt-onze, s.l. [Paris], novembre 1790.
- Journal projétique et patriotique, 17 numeri apparsi tra il febbraio ed il luglio 1791.
- Le petit oracle des dames, ou Récréation du curieux,  Paris, Ducessois,
- Tablette Catégorique des Significations du Livre de Thot avec des Annotations par M. ETTEILLA, Astrologe servant à l'Interprétation & Lecture littérale des Significations hiéroglyphiques de ce précieux Livre, pour la partie des Oracles", 1791